# سامويل روميو
سامويل روميو (بالإيطالية: Samuele Romeo)‏ (6 مارس 1989 بباليرمو في إيطاليا - ) هو لاعب كرة قدم إيطالي في مركز الدفاع. لعب مع نادي ألساندريا ونادي إمبولي ونادي باليرمو وسورينتو كالتشيو ‏ ونادي لوميتساني ويوفي ستابيا.

## وصلات خارجية
- سامويل روميو على موقع قاعدة بيانات كرة القدم.إي يو (الإنجليزية)
- سامويل روميو على موقع Soccerway.com (الإنجليزية)